# Монте Бадуко (Болоња)
Монте Бадуко (итал. Monte Baducco) је насеље у Италији у округу Болоња, региону Емилија-Ромања.
Према процени из 2011. у насељу је живело 91 становника. Насеље се налази на надморској висини од 1004 м.